# ユーロ・ペシミズム
ユーロ・ペシミズムは、特に1970年代から1980年代半ばにかけてみられた欧州経済の先行きに対する悲観論。ユーロ（ヨーロッパ）と、ペシミズム（悲観主義）を組み合わせた造語である。

## 歴史的背景
1970年代に入りブレトン・ウッズ体制が崩壊すると各国通貨は不安定化した。例えば1972年から1984年にかけてドイツ・マルクはフランス・フランに対して100%も上昇した。
また、1970年代に発生した2度のオイルショック後、重厚長大型産業のみでは経済成長は見込めなくなったが、欧州諸国ではマイクロエレクトロニクス（ME）、省エネルギー型産業、資本集約型産業への転換が進展しなかった。その背景には、第一に欧州では雇用の維持や米国からの直接投資の急増への対抗のため、多くの国がナショナル・チャンピオン政策（主要産業の少数の大企業への集約）をとったが、そこで旧来の産業構造の維持を優先したことが挙げられる。第二に景気停滞のため各国が非関税障壁を設定して自国産業の保護を図ったことが挙げられる。
一時はヨーロッパの産業は煙突産業（重厚長大型産業）と観光業だけになるのではないかという悲観論もあったが、欧州通貨制度（EMS）のもとで通貨が安定的に機能するようになったことでユーロ・ペシミズムからの脱却が図られた。ただその後の欧州通貨危機の際には再びユーロ・ペシミズムがささやかれたこともある。